# Maassenia heydeni
Maassenia heydeni är en fjärilsart som beskrevs av Saalmüller 1878. Maassenia heydeni ingår i släktet Maassenia och familjen svärmare. Inga underarter finns listade i Catalogue of Life.